# Eriopyga dischoroides
Eriopyga dischoroides là một loài bướm đêm trong họ Noctuidae.